# Белиз на летних Олимпийских играх 2024
Белиз на летних Олимпийских играх 2024 года был представлен легкоатлетом Шоном Гиллом.

## Результаты соревнований

### Лёгкая атлетика
Беговые дисциплины
| Дисциплина        | Спортсмен | Предварительный раунд | Предварительный раунд | Предварительный раунд | Четвертьфиналы       | Четвертьфиналы       | Четвертьфиналы       | Полуфиналы           | Полуфиналы           | Полуфиналы           | Финал                | Финал                |
| Дисциплина        | Спортсмен | Забег                 | Время                 | Место                 | Забег                | Время                | Место                | Забег                | Время                | Место                | Время                | Место                |
| ----------------- | --------- | --------------------- | --------------------- | --------------------- | -------------------- | -------------------- | -------------------- | -------------------- | -------------------- | -------------------- | -------------------- | -------------------- |
| бег на 100 метров | Шон Гилл  | 4                     | 11,17                 | 6                     | завершил выступление | завершил выступление | завершил выступление | завершил выступление | завершил выступление | завершил выступление | завершил выступление | завершил выступление |